# Yadier Molina

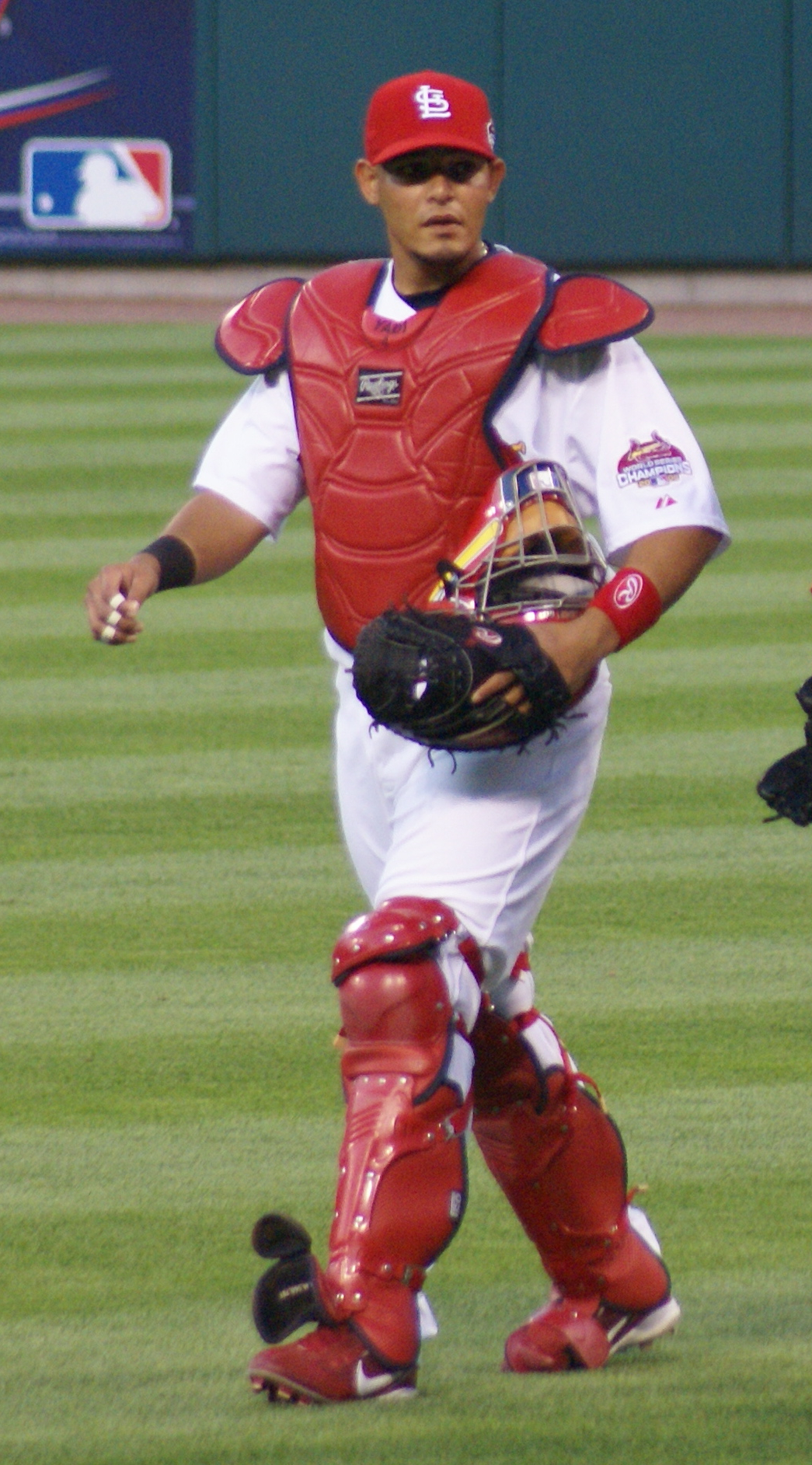

Yadier Molina é um jogador profissional de beisebol porto-riquenho. Yadi, como também é conhecido, atua como catcher.

## Carreira
Yadier Molina foi campeão da World Series 2006 jogando pelo St. Louis Cardinals. Na série de partidas decisiva, sua equipe venceu o Detroit Tigers por 4 jogos a 1.
É o terceiro catcher com mais partidas disputadas na Major League Baseball em todos os tempos.